# Lacedaimonius
Pour les articles homonymes, voir Lacedaimonius.
Lacedaemonius (grec : Λακεδαιμόνιος) était un général athénien, fils de Cimon du clan  Philaïdes. 

Comme son père et son grand-père (les célèbres Cimon et Miltiade), Lacedaemonius était un général et a servi à Athènes, notamment lors de la bataille navale de Sybota contre les Corinthiens en 433 avant J.-C.
Son nom vient de Lacédémone, un autre nom pour la cité-État de Sparte. Cimon a tellement admiré les Spartiates qu'il leur a donné un signe de bonne volonté en nommant son fils comme leur ville.

## Source bibliographique
- Plutarque, Vie de Cimon